# Chris Rankin
Pour les articles homonymes, voir Rankin.
Chris Rankin, né le 8 novembre 1983 à Auckland en Nouvelle-Zélande, est un acteur et producteur britannique.
Il s'est fait connaître pour avoir interprété le rôle de Percy Weasley, le frère de Ron Weasley dans la saga Harry Potter, de 2001 à 2011. Depuis 2014, Chris n'est plus acteur mais est producteur pour la société de production Bad Wolf.

## Biographie
Christopher William Rankin naît à Auckland en Nouvelle-Zélande, le 8 novembre 1983. Il a vécu avec ses parents adoptifs à Albany jusqu'à ses six ans puis a passé le reste de son enfance en Angleterre.
Enfant, il fréquente l'école Northgate High School, Dereham (en) puis il étudie la production de médias à l'Université de Lincoln, de 2008 à 2011, à Kingston-upon-Hull,.

## Filmographie

### En tant qu'acteur

#### Cinéma

##### Longs métrages
- 2001 : Harry Potter à l'école des sorciers de Chris Columbus : Percy Weasley
- 2002 : Harry Potter et la Chambre des secrets de Chris Columbus : Percy Weasley
- 2004 : Harry Potter et le Prisonnier d'Azkaban de Alfonso Cuarón : Percy Weasley
- 2007 : Harry Potter et l'Ordre du phénix de David Yates : Percy Weasley
- 2010 : Harry Potter et les Reliques de la Mort, 1re partie de David Yates : Percy Weasley
- 2011 : Harry Potter et les Reliques de la Mort, 2e partie de David Yates : Percy Weasley
- 2015 : Gracie de Jane Alexandra Foster : un jeune homme

##### Court métrage
- 2009 : LifeHack de Thomas Ridgewell : Hacker

#### Télévision

##### Séries télévisées
- 2005 : The Rotters' Club : Waring (3 épisodes)
- 2006 : Victoria Cross Heroes : Henry Evelyn Wood (1 épisode)
- 2016 : The Hillywood Show (mini-série) : Mycroft (1 épisode)

### En tant que producteur

#### Cinéma
- 2009 : LifeHack (court métrage) de Thomas Ridgewell

#### Télévision
- 2013-2015 : Atlantis (série télévisée) - 25 épisodes
- 2015 : The Bastard Executioner (série télévisée) - 10 épisodes
- 2015 : Downton Abbey (série télévisée) - 6 épisodes